# Yingluck Shinawatra
Yingluck Shinawatra (taj. ยิ่งลักษณ์ ชินวัตร, {jîŋ.lák tɕʰīn.nā.wát}, ur. 21 czerwca 1967 w Chiang Mai) – tajlandzka polityk, premier Tajlandii w latach 2011–2014. Jest siostrą byłego premiera Tajlandii Thaksina Shinawatry.

## Życiorys
Yingluck Shinawatra urodziła się w 1967 jako najmłodsze z dziewięciorga dzieci Lerta i Yindee Shinawatrów. W 1988 ukończyła studia na Wydziale Nauk Politycznych i Administracji Uniwersytetu Chiang Mai w mieście Chiang Mai. Dwa lata później ukończyła studia magisterskie z zakresu nauk politycznych na Kentucky State University w Stanach Zjednoczonych.
Po studiach rozpoczęła pracę w firmie Shin Corporation należącej do jej brata Thaksina Shinawatry, późniejszego premiera Tajlandii. W 2002 objęła stanowisko prezesa wchodzącej w skład tejże korporacji firmy Advanced Info Service (AIS), największego tajskiego operatora sieci komórkowej. Zajmowała je do 2006, kiedy Thaksin Shinawatra sprzedał swoje udziały w Shin Corporation singapurskiej spółce Temasek Holdings za 73 mld bahtów, co wzbudziło kontrowersje w kraju i oskarżenia o korupcję, a w rezultacie przyczyniło się do wybuchu zamachu stanu.
W 2006 objęła stanowisko dyrektora zarządzającego SC Asset Co, spółki rozwoju nieruchomości znajdującej się w posiadaniu dzieci premiera Shinawatry. Dodatkowo objęła funkcję członka komitetu i sekretariatu Thaicom Foundation. Yingluck Shinawatra jest zamężna z biznesmenem Anusornem Amornchatem, ma jednego syna.
16 maja 2011 została wybrana kandydatką opozycyjnej partii Phuea Thai na stanowisko premiera przed wyborami parlamentarnymi zaplanowanymi na 3 lipca 2011. Partia Phuea Thai została utworzona w 2008 przez dawnych działaczy Partii Władzy Ludu, rozwiązanej decyzją Sądu Konstytucyjnego w 2008, która z kolei była sukcesorką partii Thai Rak Thai premiera Shinawatry, rozwiązanej również na mocy decyzji Sądu Konstytucyjnego w 2007. W czasie wyborów jej głównym rywalem do urzędu był ówczesny premier Abhisit Vejjajiva.
W wyborach parlamentarnych 3 lipca 2011 roku Phuea Thai odniosła zdecydowane zwycięstwo, zdobywając większość mandatów w parlamencie (265 z 500). Partia utworzyła koalicję rządową z 6 mniejszymi ugrupowaniami, dysponującą w sumie większością 300 mandatów. 5 sierpnia 2011 Yingluck Shinawatra została wybrana przez parlament na urząd premiera Tajlandii. Jej kandydatura zyskała poparcie 296 deputowanych. Nominację 8 sierpnia 2011 zatwierdził król Bhumibol Adulyadej, co pozwoliło jej formalnie objąć stanowisko jako pierwszej kobiecie w historii Tajlandii.
Wobec protestów społecznych trwających od listopada 2013, z powodu projektu ustawy amnestyjnej, która mogłaby umożliwić powrót do Tajlandii brata obecnej premier, Thaksina Shinawatry, skazanego w 2008 za korupcję, w parlamencie przygotowano wniosek o wotum nieufności, który jednak nie został przyjęty, gdyż większość 28 listopada 2013 głosowała przeciwko niemu (134 głosów za i 297 przeciw wnioskowi).
7 maja 2014 Sąd Konstytucyjny usunął Shinawatrę ze stanowiska, jej obowiązki przejął tymczasowo Niwatthamrong Boonsongpaisan, do czasu zamachu stanu z 22 maja 2014, kiedy władzę objęło wojsko pod dowództwem generała Prayutha Chan-ochy.
Od 2015 toczył się wobec niej proces o zaniedbanie obowiązków przy nadzorze programu dopłat do cen ryżu w latach 2011–2014. W tym czasie rząd kupował od rolników po zawyżonych cenach ryż marnej jakości, którego nie sposób było potem sprzedać. Oponenci Shinawatry oskarżali ją o kupowanie głosów za publiczne pieniądze. 25 sierpnia 2017 wyrok w jej sprawie miał wydać Sąd Najwyższy, ale Shinawatra zbiegła z kraju, gdyż groziło jej 10 lat więzienia. Od czasu ucieczki jej miejsce pobytu pozostaje nieznane, prawdopodobnie udała się do Dubaju, gdzie osiadł jej brat. Ostatecznie 27 września 2017 została zaocznie skazana na pięć lat więzienia.